# Малишев Михайло Іванович
Михайло Іванович Малишев (рос. Михаил Иванович Малышев; 26 вересня 1901 — 16 червня 1986) — радянський воєначальник, генерал-майор танкових військ (11.03.1944).

## Життєпис
Народився в селі Кукушкіно, нині Петушинського району Владимирської області Росії. У 1912 році закінчив чотирикласну церковнопарафіяльну школу у с. Абакумово.
До лав Червоної армії призваний 17 березня 1920 року Орєхово-Зуєвським РВК. Проходив службу червоноармійцем 8-го запасного полку (м. Владимир), а з червня того ж року — червоноармійцем 28-ї стрілецької дивізії (м. Владикавказ). З листопада 1920 по жовтень 1922 року навчався на 12-х Владикавказьких піхотних курсах.
З 14 жовтня 1922 року — тво командира взводу, з 1 грудня 1922 року — помічник командира взводу, з 1 березня 1923 року — командир відділення 37-го стрілецького полку 13-ї Дагестанської стрілецької дивізії. Брав участь у придушенні національно-визвольного руху в Чечні та Інгушетії.
З листопада 1923 року — помічник командира взводу, з 4 квітня 1924 року — командир взводу 238-го стрілецького полку 80-ї стрілецької дивізії. З серпня 1925 року — слухач Київської об'єднаної школи, по закінченні якої у серпні 1927 року залишений при школі на посаді командира взводу. Член ВКП(б) з 1930 року. З листопада 1930 року — командир роти, а з листопада 1931 року — начальник боєживлення 41-го стрілецького полку 14-ї стрілецької дивізії.
З травня 1932 по травень 1935 року навчався на основному факультеті Військової академії РСЧА імені М. В. Фрунзе.
З травня 1936 року — начальник 1-ї (оперативної) частини, з травня 1938 року — заступник начальника штабу 16-ї механізованої бригади; з березня 1940 року — командир 22-го зведеного танкового полку 28-го стрілецького корпусу 7-ї армії Північно-Західного фронту, учасник радянсько-фінської війни. З вересня 1940 року — начальник штабу 17-ї легкої танкової бригади Закавказького військового округу.
У березні 1941 року призначений начальником штабу 54-ї танкової дивізії, на цій посаді зустрів початок німецько-радянської війни. З листопада 1941 року — начальник автобронетанкових військ 20-ї армії Західного фронту; з березня 1942 року — командир 90-ї (з 01.03.1943 — 41-ї гвардійської) танкової бригади; з березня 1943 року — начальник штабу 3-го гвардійського танкового корпусу; з грудня 1944 року — в.о. заступника командира 3-го гвардійського танкового корпусу.
Після закінчення війни продовжив військову службу: з 31 жовтня 1945 року — командир 26-ї гвардійської механізованої дивізії 132-го стрілецького корпусу 43-ї армії; з 21 вересня 1946 року — начальник штабу 5-ї гвардійської механізованої армії; з серпня 1948 року — командувач бронетанковими і механізованими військами 4-ї армії.
З 12 червня 1950 по 4 липня 1951 року навчався на Вищих академічних курсах при Вищій військовій академії імені К. Є. Ворошилова.
З 7 липня 1951 року — командувач бронетанковими і механічованими військами — начальник БТ і МВ відділення штабу Архангельського (Біломорського) військового округу; з 14 листопада 1953 року — помічник командувача військами 4-ї армії з танкового озброєння.
З 11 вересня 1954 року — на викладацькій роботі: в.о. старшого викладача кафедри БТ і МВ, з 15 вересня 1956 року — в.о. старшого викладача кафедри стратегії і оперативного мистецтва Вищої військової академії імені К. Є. Ворошилова.
З 28 вересня 1956 року перебував у розпорядженні Головного управління кадрів МО СРСР, а наказом міністра оборони СРСР № 05622 від 14 грудня 1956 року звільнений у запас за ст. 59-б.
Мешкав у Москві, де й помер. Похований на Хованському кладовищі.

## Нагороди
Нагороджений орденом Леніна (06.11.1945), п'ятьма орденами Червоного Прапора (14.02.1943, 19.02.1943, 03.11.1944, 06.06.1945, 15.11.1950), орденом Суворова 2-го ступеня (10.04.1945), двома орденами Вітчизняної війни 1-го ступеня (14.11.1943, 11.03.1985) і медалями, в тому числі польськими.